# Empire of the Sharks
Empire of the Sharks ist ein US-amerikanischer Tierhorror- und Science-Fiction-Film von Mark Atkins aus dem Jahr 2017. Er stammt aus der Trashfilm-Produktion von The Asylum und wurde für den Fernsehsender Syfy gedreht.

## Handlung
In der Zukunft ist die Erdoberfläche nach der globalen Erwärmung 98 % von Wasser bedeckt. Der Despot Ian Fien regiert mit seiner rechten Hand Mason Scrimm das Weltmeer. Zusammen haben sie eine Technologie entwickelt, die ihnen die Macht über die Haie des Planeten gibt.
Als sie eine der schwimmenden Kolonien aufsuchen und dort die junge Frau Willow entführen, lehnt sich Timor zusammen mit Sion gegen die Unterdrücker auf. Mit einem selbst gebastelten U-Boot sammelt er Freiwillige für eine Rebellion gegen Ian Fien.
Unterdessen entdeckt dieser, dass Willow mit einem geheimnisvollen Sextant ausgestattet ist, der die Macht von Ian und Mason über die Haie brechen kann. Sie ist eine „Hairuferin“, die keine technischen Hilfsmittel braucht, um die Haie kontrollieren zu können. Es kommt zu einer Schlacht zwischen den Rebellen und den Machthabern, den Willow und Timor für sich entscheiden können.
Willow beginnt nun ihre neu entdeckte Macht als Hairuferin für das Gute einzusetzen.

## Hintergrund
Der Film hatte seine Premiere am 5. August 2017 auf dem Fernsehsender Syfy im Rahmen der vierten sogenannten „Sharknado Week“, an deren Ende die Premiere von Sharknado 5: Global Swarming stand. Es handelt sich um ein Prequel zum Film Planet of the Sharks (2016), jedoch mit komplett neuer Besetzung der Hauptrollen. In Deutschland erschien der Film am 22. September 2017 auf DVD und Blu-Ray, nachdem er vorher bereits bei diversen Video-on-Demand-Anbietern erhältlich war.

## Kritiken
TV Spielfilm bezeichnete den Film, der offensichtlich von Waterworld (1995) beeinflusst ist, als „Plumper B-Horror: Hai-llose Katastrophe“ und resümierte: „Maues Sci-Fi-Szenario mit grotesk schlechten Effekten: Das Reich der Haie ist arm an Ideen“.